# Cattleya araguaiensis
Cattleya araguaiensis är en orkidéart som beskrevs av Guido Frederico João Pabst. Cattleya araguaiensis ingår i släktet Cattleya och familjen orkidéer. Inga underarter finns listade i Catalogue of Life.

## Bildgalleri

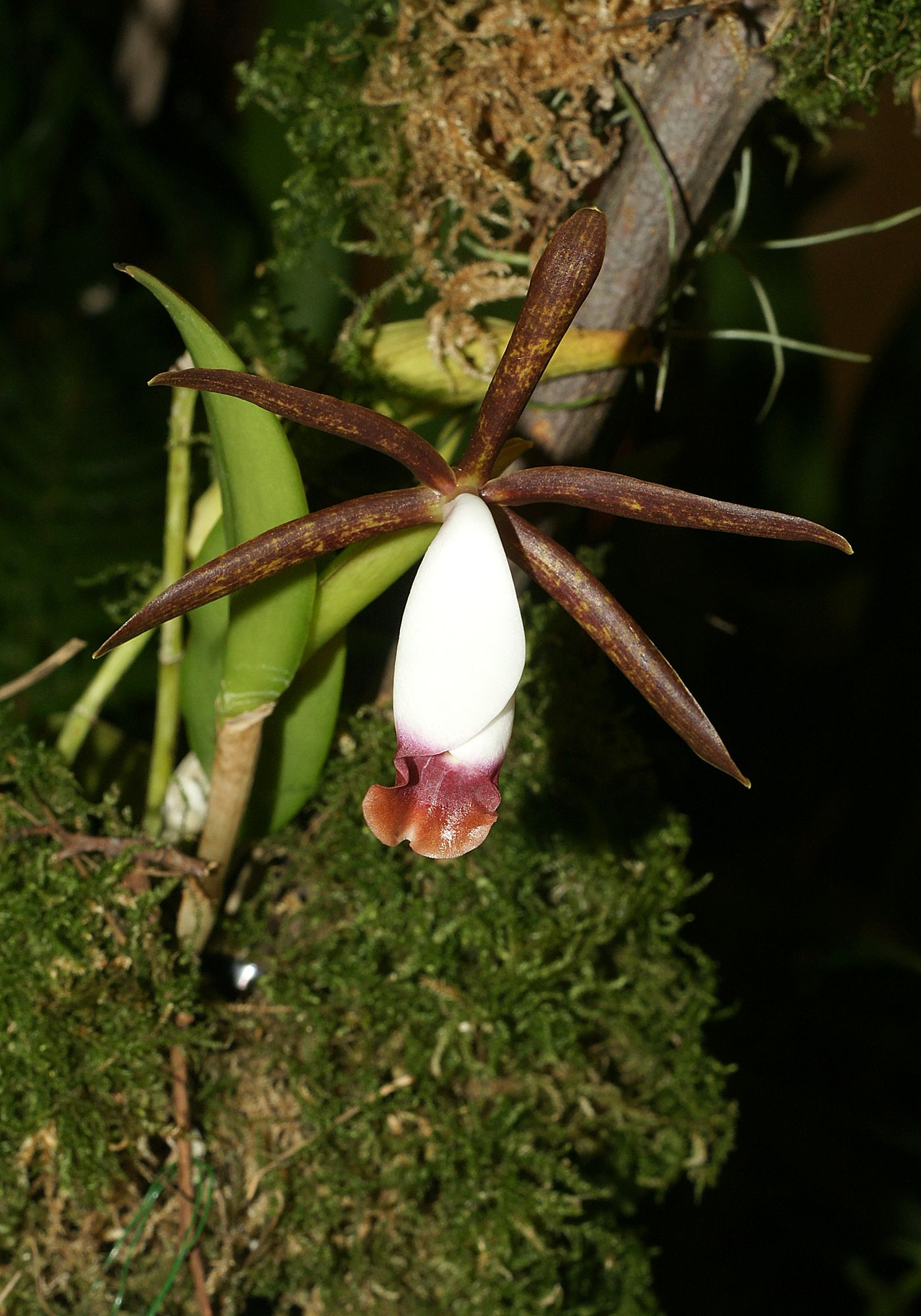
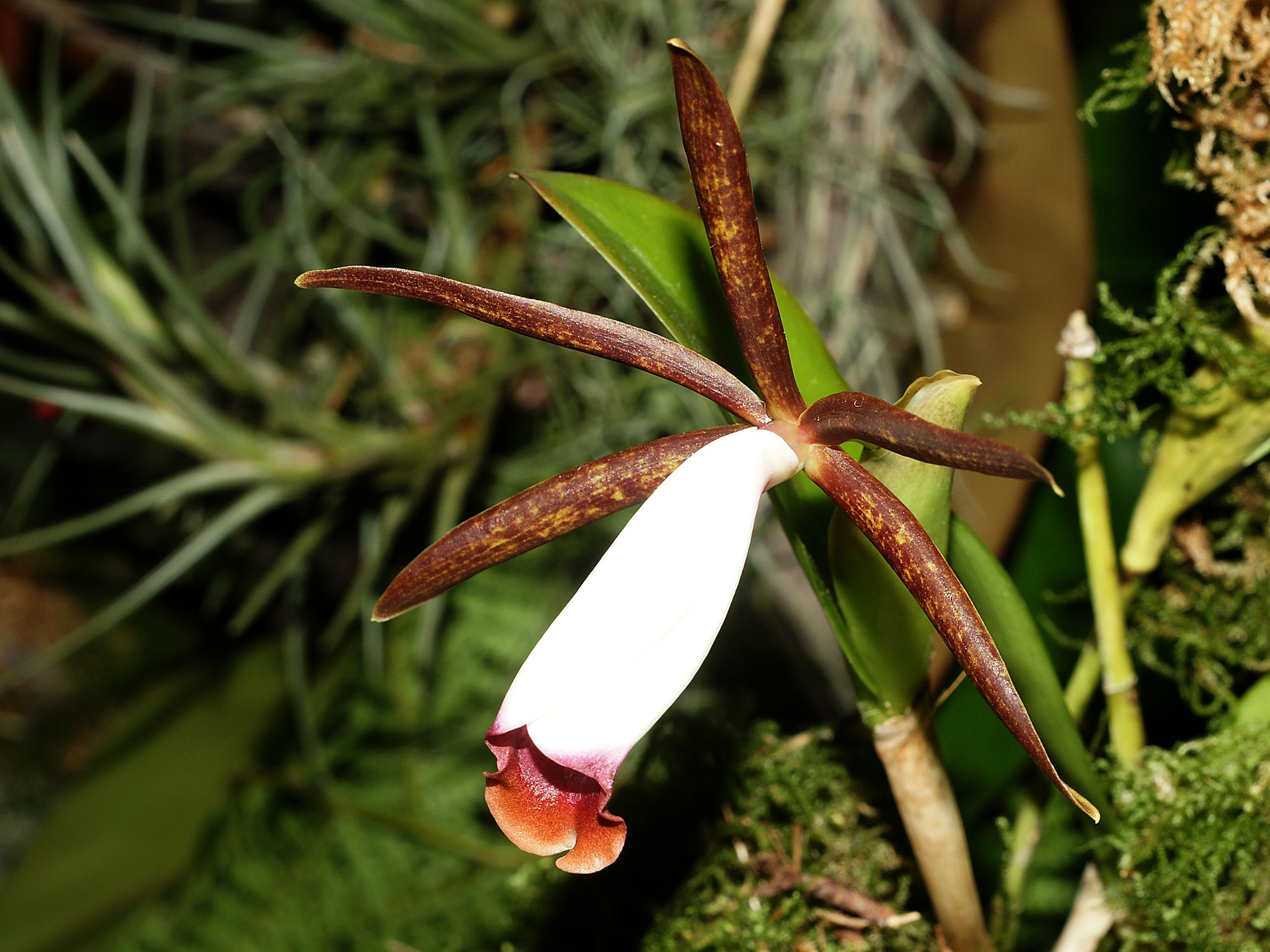
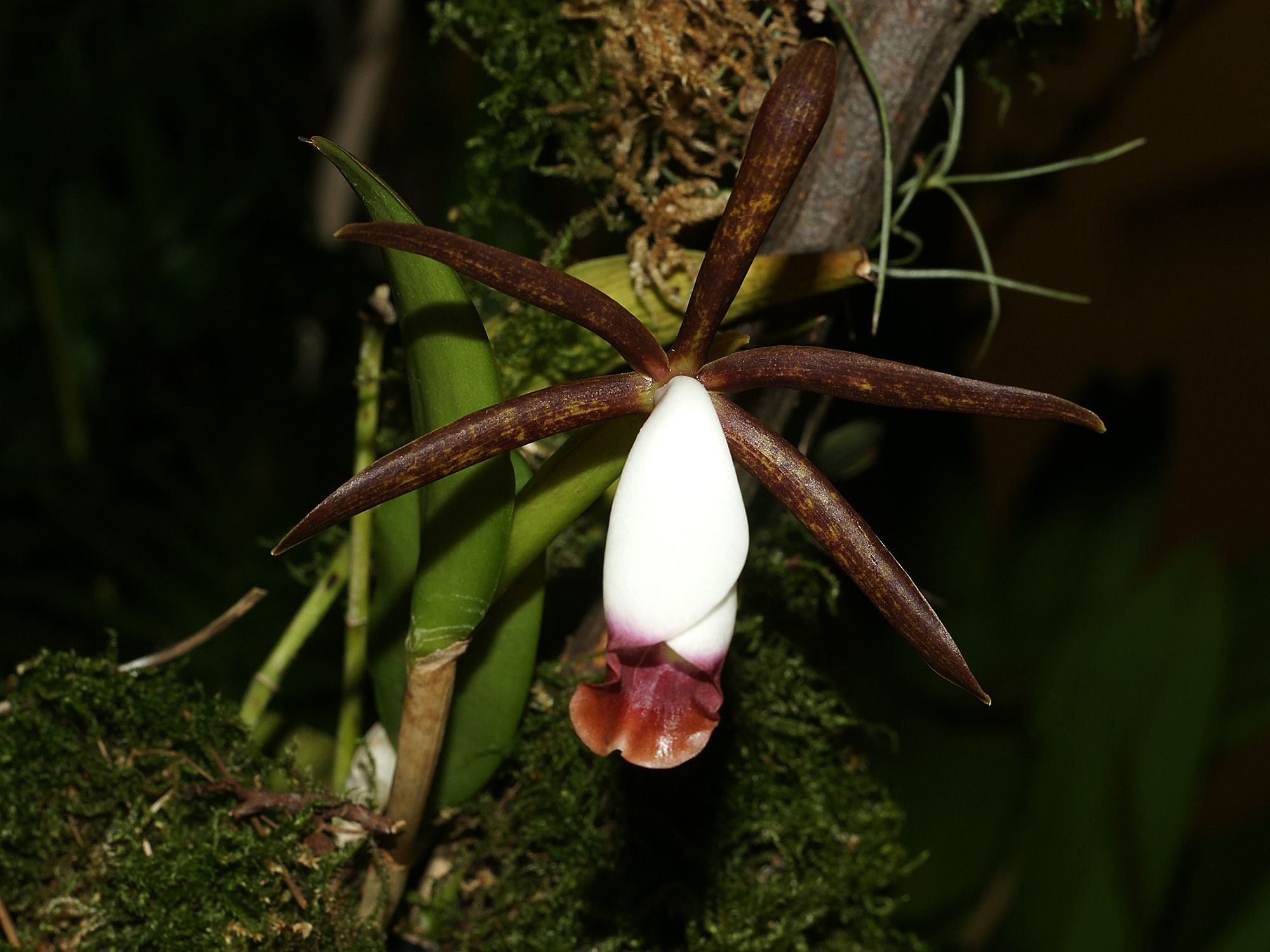
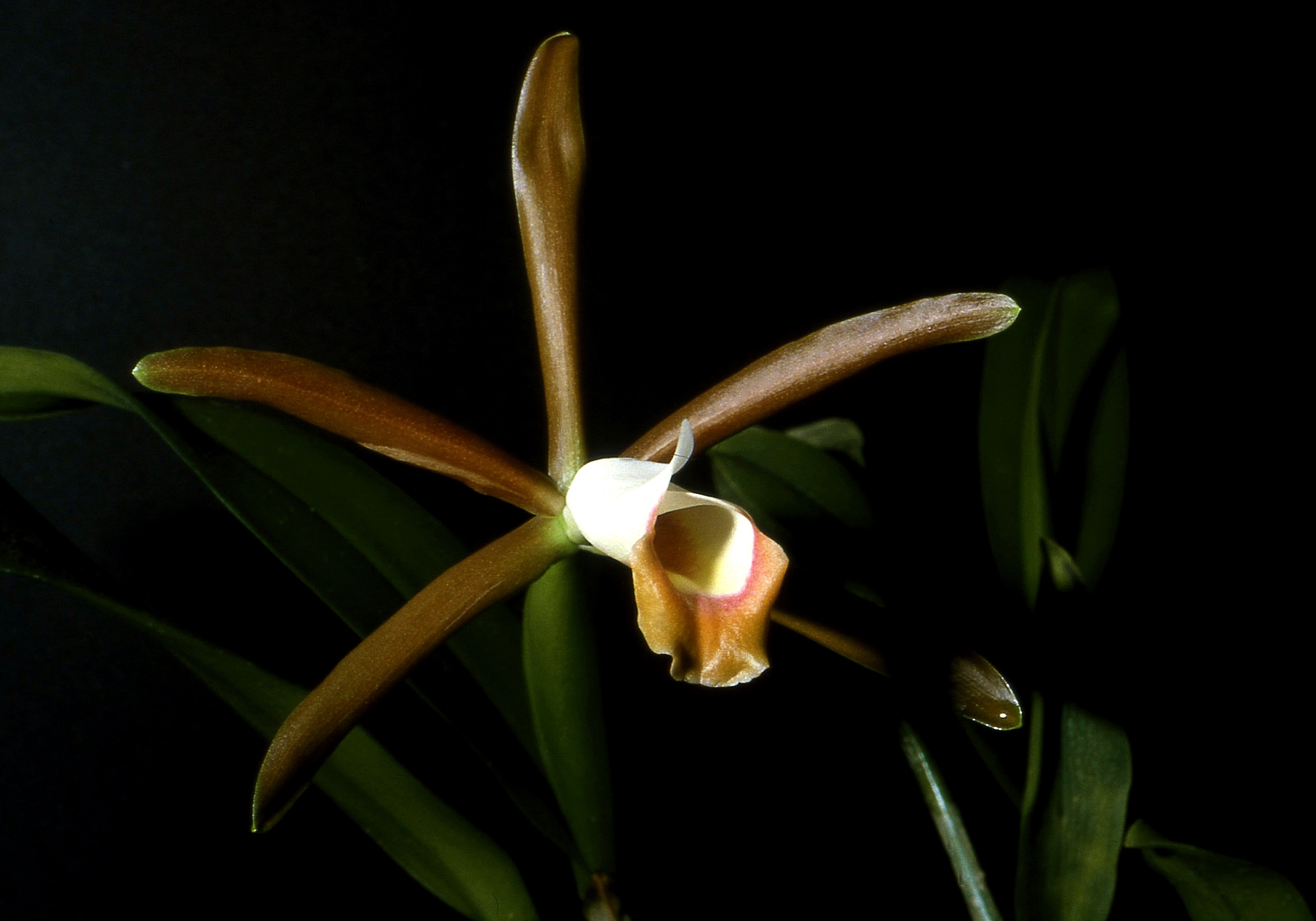
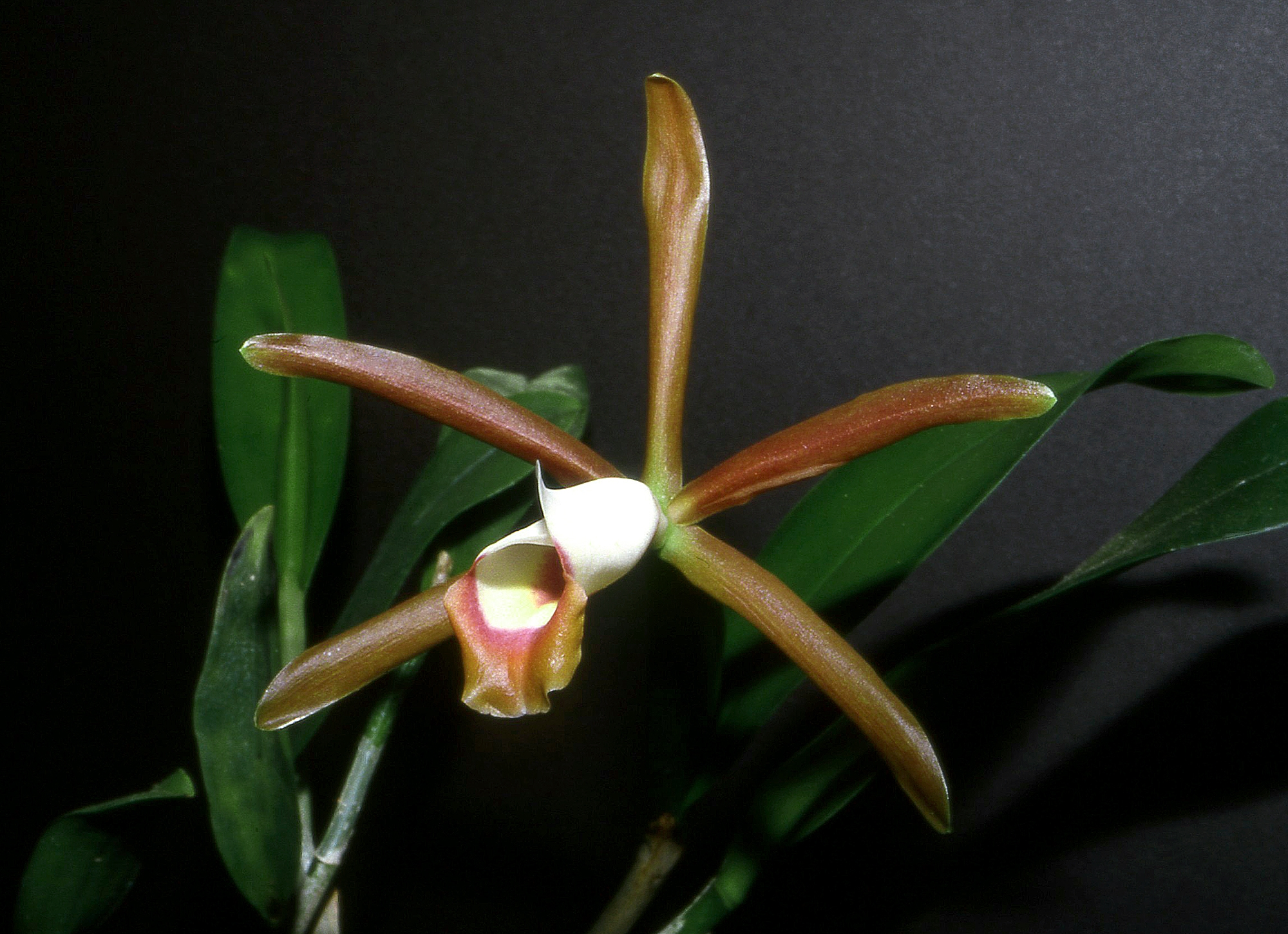
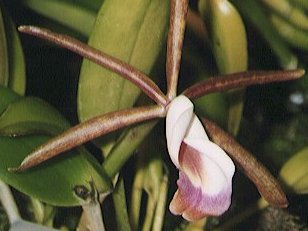